# Smythe Division
Smythe Division var en division i den nordamerikanske ishockeyliga National Hockey League, der var en del af Clarence Campbell Conference. Divisionen blev oprettet i 1974 i forbindelse med en omstrukturering af ligaen, hvor holdene blev inddelt i to konferencer og fire divisioner. Divisionen eksisterede i 19 sæsoner og blev nedlagt i forbindelse med omstruktureringen i 1993, hvor den blev erstattet af Northwest Division og Pacific Division. Smythe Division var opkaldt efter Conn Smythe, der var holdejer, general manager og cheftræner i National Hockey League i mange år.

## Hold
Smythe Division bestod gennem historien oftest af 5 hold, men har i kortere perioder haft deltagelse af 4 eller 6 hold, og holdsammensætningen er flere gange blevet ændret. 
| 1974–76                                                                                        | 1976–78                                                                                      | 1978–79                                                                | 1979–81                                                                                              | 1981–82                                                                             | 1982–91                                                                          | 1991–93                                                                                          |
| ---------------------------------------------------------------------------------------------- | -------------------------------------------------------------------------------------------- | ---------------------------------------------------------------------- | --- | ----------------------------------------------------------------------------------- | -------------------------------------------------------------------------------- | ------------------------------------------------------------------------------------------------ |
| Chicago Black Hawks Kansas City Scouts Minnesota North Stars St. Louis Blues Vancouver Canucks | Chicago Black Hawks Colorado Rockies Minnesota North Stars St. Louis Blues Vancouver Canucks | Chicago Black Hawks Colorado Rockies St. Louis Blues Vancouver Canucks | Chicago Black Hawks Colorado Rockies Edmonton Oilers St. Louis Blues Vancouver Canucks Winnipeg Jets | Calgary Flames Colorado Rockies Edmonton Oilers Los Angeles Kings Vancouver Canucks | Calgary Flames Edmonton Oilers Los Angeles Kings Vancouver Canucks Winnipeg Jets | Calgary Flames Edmonton Oilers Los Angeles Kings San Jose Sharks Vancouver Canucks Winnipeg Jets |
| Smythe Division (USA)                                                                          | Smythe Division (USA)                                                                        | Smythe Division (USA)                                                  | Smythe Division (USA)                                                                                | Smythe Division (USA)                                                               | Smythe Division (USA)                                                            | Smythe Division (USA)                                                                            |

## Resultater

### Divisionsmesterskaber
| Antal mesterskaber | Hold                                  | Seneste mesterskab |
| ------------------ | ------------------------------------- | ------------------ |
| 6                  | Edmonton Oilers                       | 1986-87            |
| 4                  | Chicago Black Hawks                   | 1979-80            |
| 3                  | Vancouver Canucks                     | 1992-93            |
| 3                  | Calgary Flames                        | 1989-90            |
| 2                  | St. Louis Blues                       | 1980-81            |
| 1                  | Los Angeles Kings                     | 1990-91            |
| -                  | Kansas City Scouts / Colorado Rockies | -                  |
| -                  | Minnesota North Stars                 | -                  |
| -                  | San Jose Sharks                       | -                  |
| -                  | Winnipeg Jets                         | -                  |

### Hold
| Hold                                  | 7475           | 7576           | 7677           | 7778           | 7879           | 7980           | 8081           | 8182           | 8283           | 8384           | 8485           | 8586           | 8687           | 8788           | 8889           | 8990           | 9091           | 9192         | 9293         |
| ------------------------------------- | -------------- | -------------- | -------------- | -------------- | -------------- | -------------- | -------------- | -------------- | -------------- | -------------- | -------------- | -------------- | -------------- | -------------- | -------------- | -------------- | -------------- | ------------ | ------------ |
| Calgary Flames                        | Patrick Div.   | Patrick Div.   | Patrick Div.   | Patrick Div.   | Patrick Div.   | Patrick Div.   | Patrick Div.   | 3              | 2              | 2              | 3              | 2              | 2              | 1              | 1              | 1              | 2              | 5            | 2            |
| Chicago Black Hawks                   | 3              | 1              | 3              | 1              | 1              | 1              | 2              | Norris Div.    | Norris Div.    | Norris Div.    | Norris Div.    | Norris Div.    | Norris Div.    | Norris Div.    | Norris Div.    | Norris Div.    | Norris Div.    | Norris Div.  | Norris Div.  |
| Edmonton Oilers                       | WHA            | WHA            | WHA            | WHA            | WHA            | 4              | 4              | 1              | 1              | 1              | 1              | 1              | 1              | 2              | 3              | 2              | 3              | 3            | 5            |
| Kansas City Scouts / Colorado Rockies | 5              | 5              | 5              | 2              | 4              | 6              | 5              | 5              | Patrick Div.   | Patrick Div.   | Patrick Div.   | Patrick Div.   | Patrick Div.   | Patrick Div.   | Patrick Div.   | Patrick Div.   | Patrick Div.   | Patrick Div. | Patrick Div. |
| Los Angeles Kings                     | Norris Div.    | Norris Div.    | Norris Div.    | Norris Div.    | Norris Div.    | Norris Div.    | Norris Div.    | 4              | 5              | 5              | 4              | 5              | 4              | 4              | 2              | 4              | 1              | 2            | 3            |
| Minnesota North Stars                 | 4              | 4              | 2              | 5              | Adams Div.     | Adams Div.     | Adams Div.     | Norris Div.    | Norris Div.    | Norris Div.    | Norris Div.    | Norris Div.    | Norris Div.    | Norris Div.    | Norris Div.    | Norris Div.    | Norris Div.    | Norris Div.  | Norris Div.  |
| San Jose Sharks                       | Ikke etableret | Ikke etableret | Ikke etableret | Ikke etableret | Ikke etableret | Ikke etableret | Ikke etableret | Ikke etableret | Ikke etableret | Ikke etableret | Ikke etableret | Ikke etableret | Ikke etableret | Ikke etableret | Ikke etableret | Ikke etableret | Ikke etableret | 6            | 6            |
| St. Louis Blues                       | 2              | 3              | 1              | 4              | 3              | 2              | 1              | Norris Div.    | Norris Div.    | Norris Div.    | Norris Div.    | Norris Div.    | Norris Div.    | Norris Div.    | Norris Div.    | Norris Div.    | Norris Div.    | Norris Div.  | Norris Div.  |
| Vancouver Canucks                     | 1              | 2              | 4              | 3              | 2              | 3              | 3              | 2              | 3              | 3              | 5              | 4              | 5              | 5              | 4              | 5              | 4              | 1            | 1            |
| Winnipeg Jets                         | WHA            | WHA            | WHA            | WHA            | WHA            | 5              | 6              | ND             | 4              | 4              | 2              | 3              | 3              | 3              | 5              | 3              | 5              | 4            | 4            |

### Sæsoner
| Sæson | Vinder Point    | 2.-plads Point | 3.-plads Point | 4.-plads Point | 5.-plads Point | 6.-plads Point |
| 1974-75                                                                                                   | Vancouver 86    | St. Louis 84   | Chicago 82     | Minnesota 53   | Kansas City 41 |                |
| 1975-76                                                                                                   | Chicago 82      | Vancouver 81   | St. Louis 72   | Minnesota 47   | Kansas City 36 |                |
| 1976-77                                                                                                   | St. Louis 73    | Minnesota 64   | Chicago 63     | Vancouver 63   | Colorado 54    |                |
| 1977-78                                                                                                   | Chicago 83      | Colorado 59    | Vancouver 57   | St. Louis 53   | Minnesota 45   |                |
| 1978-79                                                                                                   | Chicago 73      | Vancouver 63   | St. Louis 48   | Colorado 42    |                |                |
| 1979-80                                                                                                   | Chicago 87      | St. Louis 80   | Vancouver 70   | Edmonton 69    | Winnipeg 51    | Colorado 51    |
| 1980-81                                                                                                   | St. Louis 107   | Chicago 78     | Vancouver 76   | Edmonton 74    | Colorado 57    | Winnipeg 32    |
| 1981-82                                                                                                   | Edmonton 111    | Vancouver 77   | Calgary 75     | Los Angeles 63 | Colorado 49    |                |
| 1982-83                                                                                                   | Edmonton 106    | Calgary 78     | Vancouver 75   | Winnipeg 74    | Los Angeles 66 |                |
| 1983-84                                                                                                   | Edmonton† 119   | Calgary 82     | Vancouver 73   | Winnipeg 73    | Los Angeles 59 |                |
| 1984-85                                                                                                   | Edmonton† 109   | Winnipeg 96    | Calgary 94     | Los Angeles 82 | Vancouver 59   |                |
| 1985-86                                                                                                   | Edmonton 119    | Calgary 89     | Winnipeg 59    | Vancouver 59   | Los Angeles 54 |                |
| 1986-87                                                                                                   | Edmonton† 106   | Calgary 95     | Winnipeg 88    | Los Angeles 70 | Vancouver 66   |                |
| 1987-88                                                                                                   | Calgary 105     | Edmonton† 99   | Winnipeg 77    | Los Angeles 68 | Vancouver 59   |                |
| 1988-89                                                                                                   | Calgary† 117    | Los Angeles 91 | Edmonton 84    | Vancouver 74   | Winnipeg 64    |                |
| 1989-90                                                                                                   | Calgary 99      | Edmonton† 90   | Winnipeg 85    | Los Angeles 75 | Vancouver 64   |                |
| 1990-91                                                                                                   | Los Angeles 102 | Calgary 100    | Edmonton 80    | Vancouver 65   | Winnipeg 63    |                |
| 1991-92                                                                                                   | Vancouver 96    | Los Angeles 84 | Edmonton 82    | Winnipeg 81    | Calgary 74     | San Jose 39    |
| 1992-93                                                                                                   | Vancouver 101   | Calgary 97     | Los Angeles 88 | Winnipeg 87    | Edmonton 60    | San Jose 24    |
| - Kvalificeret til slutspillet om Stanley Cup. - Vinder af Presidents' Trophy. - † Vinder af Stanley Cup. |                 |                |                |                |                |                |